# پایین‌لموک
پایین‌لموک، روستایی است از توابع بخش مرکزی شهرستان قائم‌شهر در استان مازندران ایران. همچنین این روستا دارای پارک گردشگری به همراه آب بندان است. و همین‌طور از پارک‌های گردشگری استان مازندران به‌شمار می‌رود.

## جمعیت
این روستا در بیشه‌سر قرار داشته و براساس آخرین سرشماری مرکز آمار ایران که در سال ۱۳۸۵ صورت گرفته، جمعیت آن ۵۲۹نفر (۱۴۷خانوار) بوده‌است.